# Едмонсон (округ, Кентуккі)
Шаблон:StateAbbr_ 37°13′ пн. ш. 86°15′ зх. д. / 37.21° пн. ш. 86.25° зх. д.
Округ Едмонсон (англ. Edmonson County) — округ (графство) у штаті Кентуккі, США. Ідентифікатор округу 21061.

## Історія
Округ утворений 1825 року.

## Демографія
За даними перепису 
2000 року 
загальне населення округу становило 11644 осіб, усе сільське.
Серед мешканців округу чоловіків було 5747, а жінок — 5897. В окрузі було 4648 домогосподарств, 3461 родин, які мешкали в 6104 будинках.
Середній розмір родини становив 2,88.
Віковий розподіл населення поданий у таблиці:
| Стать    | До 15 років | 15-21 | 22-29 | 30-39 | 40-49 | 50-65 | 65-85 | Понад 85 |
| -------- | ----------- | ----- | ----- | ----- | ----- | ----- | ----- | -------- |
| Чоловіки | 1152        | 597   | 609   | 787   | 804   | 1060  | 680   | 58       |
| Жінки    | 1072        | 551   | 605   | 793   | 838   | 1101  | 817   | 120      |

## Суміжні округи
- Ґрейсон — північ
- Гарт — схід
- Беррен — південний схід
- Воррен — південний захід
- Батлер — захід

## Виноски
1. ↑  U.S. Decennial Census. United States Census Bureau. Архів оригіналу за 26 квітня 2015. Процитовано 14 серпня 2014.
2. ↑  Historical Census Browser. University of Virginia Library. Архів оригіналу за 11 серпня 2012. Процитовано 14 серпня 2014.
3. ↑  Population of Counties by Decennial Census: 1900 to 1990. United States Census Bureau. Архів оригіналу за 13 жовтня 2014. Процитовано 14 серпня 2014.
4. ↑  Census 2000 PHC-T-4. Ranking Tables for Counties: 1990 and 2000 (PDF). United States Census Bureau. Архів оригіналу (PDF) за 18 грудня 2014. Процитовано 14 серпня 2014.
5. ↑  State & County QuickFacts. United States Census Bureau. Архів оригіналу за 7 червня 2011. Процитовано 6 березня 2014.(англ.) Наведено за англійською вікіпедією.
6. ↑  American FactFinder. Бюро перепису населення США. Архів оригіналу за 21 травня 2008. Процитовано 31 січня 2008.

| США | Це незавершена стаття з географії США. Ви можете допомогти проєкту, виправивши або дописавши її. |